# Gobiconodon luoianus
A Gobiconodon luoianus az emlősök (Mammalia) osztályának a Gobiconodonta rendjébe, ezen belül a Gobiconodontidae családjába tartozó faj.

## Tudnivalók
A Gobiconodon luoianus fajt eddig csak Kína (Yixian Formation) területén fedezték fel. Az állat az apti korszakban élt, vagyis 125 - 112 millió évvel ezelőtt.
A holotípus, 41H III-0320 egy majdnem teljes koponyából áll.

### Fordítás
Ez a szócikk részben vagy egészben  a   Gobiconodon című angol Wikipédia-szócikk fordításán alapul.  Az eredeti cikk szerkesztőit annak laptörténete sorolja fel. Ez a jelzés csupán a megfogalmazás eredetét és a szerzői jogokat jelzi, nem szolgál a cikkben szereplő információk forrásmegjelöléseként.